# チュウヒ
チュウヒ（沢鵟、学名：Circus spilonotus）は、タカ目タカ科チュウヒ属に分類される鳥類。
本種の名前は「宙飛」が由来とされているが、実際は低空飛行を得意とし、一方「野擦」が由来とされているノスリはチュウヒよりも高空を飛翔することが多いため、この両者は名前が入れ替わって記録されているという説がある。

## 分布
主な繁殖地は北アメリカ大陸北部やユーラシア大陸北部。冬になると越冬のために南下する。
日本には越冬のために飛来する冬鳥。かつては北海道や本州北部で繁殖していたが、現在では中部地方・近畿地方・中国地方でも繁殖が確認されている。

## 形態

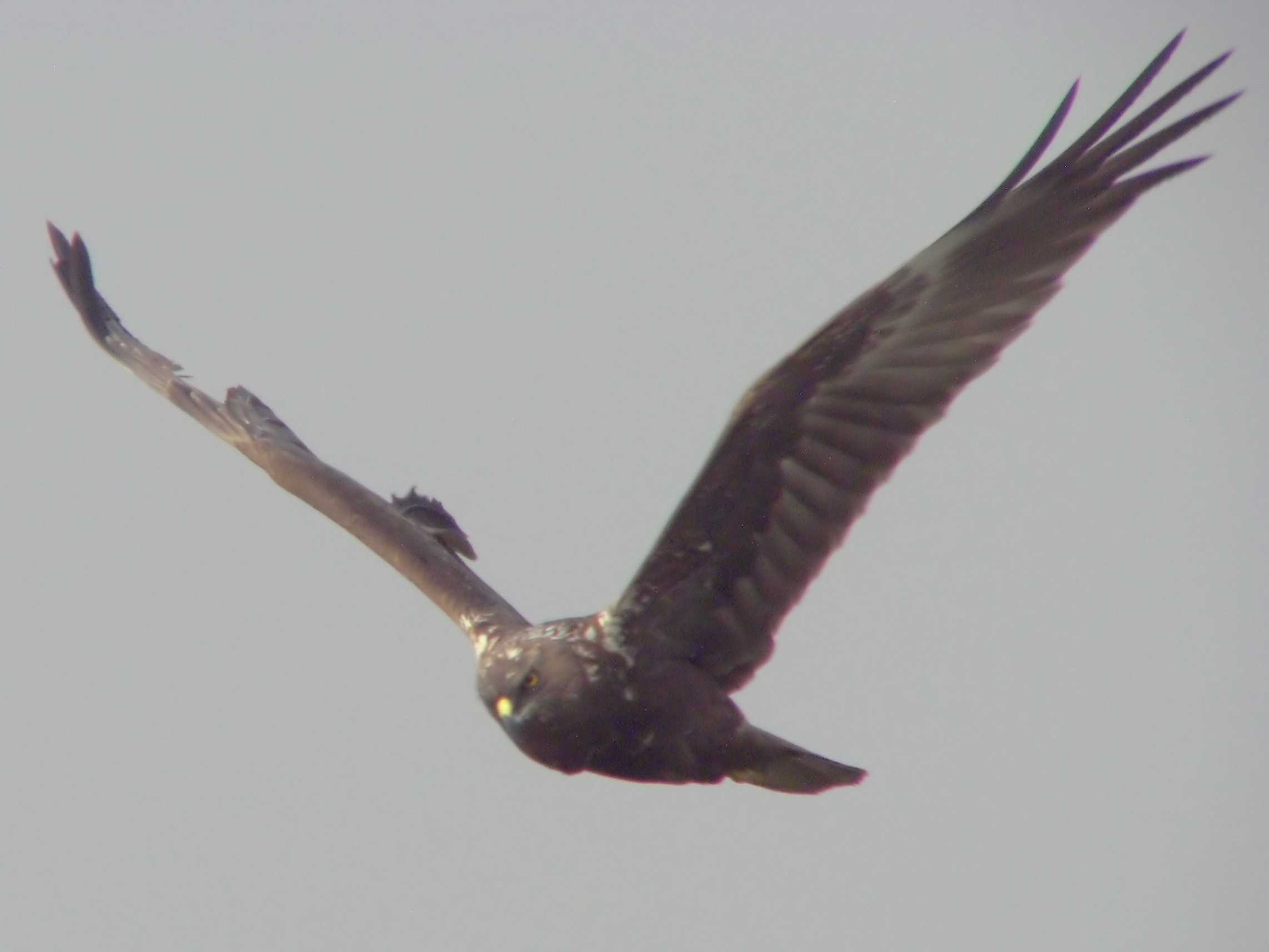
飛行するチュウヒ

オスは全長48cm。メスは58cm。メスの方が大型になる。体色は地域や個体による変異が大きい。
オスは頭部、背面、雨覆、初列風切羽の先端は黒い。腹部の羽毛は白い。尾羽の背面（上尾筒）には白い斑紋がある。オスの色合いは多様性に富み頭部が黒い個体や全体に白っぽい個体まで様々である。メスは全身が褐色の羽毛に覆われる。腹面は淡褐色で褐色の斑紋が入る。90年代の一部の刊行物に大陸型、国内型と表記したものがあったが本格的な調査がされ誤解を招く不適切な表現であるとされ大陸型といわれていた個体は上尾筒が白いオスであることが多い。

## 生態
草原や湿地、ヨシ原等に生息する。
食性は肉食性で、魚類、両生類、爬虫類、鳥類やその卵、小型哺乳類等を捕食する。地上付近を低空飛行し、獲物を探す。
ヨシ原等の地上に枯れ草を積み重ねた巣を作り、5-6月に4-6個の卵を産む。抱卵日数は約35日で、主にメスが抱卵する。雛は孵化後、約37日で巣立つ。
なお、冒頭でチュウヒとノスリの名が入れ替わっている可能性の説がある旨書かれているが、実際には以下の理由からそれぞれ生態通りの名の可能性が高い。
まずチュウヒは、狩りの際にはＶ字翼で低空を低速飛行する事が多いが、繁殖期のペアリングの際に中空を舞うように飛行する（宙飛）ことが知られている。
一方でノスリは、通常の際にはチュウヒより高空を飛ぶが、狩りの際には野を擦る様に地表すれすれを匍匐飛行（野擦）して攻撃する事が知られている。
チュウヒは、垂直離着陸が可能な唯一の猛禽であるともされている。
イギリスのBAE（旧ホーカーシドレー）製の、ハリアーVTOL（垂直離着陸）戦闘爆撃機の名前は、このチュウヒの能力から名づけられたと思われる。

## 人間との関係
生息地であるヨシ原の開発に伴い生息数は減少している。
石川県河北郡内灘町の「町の鳥」に指定されている。

## 保全状態評価
- LEAST CONCERN (IUCN Red List Ver. 3.1 (2001))[3]

- 絶滅危惧IB類 (EN)（環境省レッドリスト）[4][5]

- ワシントン条約附属書II